# Klaus Roehler
Klaus Roehler (* 25. Oktober 1929 in Königsee; † 9. Februar 2000 in Darmstadt) war ein deutscher Schriftsteller und Lektor.

## Leben
Klaus Roehler siedelte mit 18 Jahren aus Thüringen nach Westdeutschland über, arbeitete als Porzellandreher und studierte 1955–57 Geschichte und Philosophie in Erlangen.
1958 heiratete er die  Schriftstellerin Gisela Elsner. Die Ehe wurde 1963 geschieden. Der gemeinsame Sohn Oskar Roehler hat sich später als Filmregisseur mit dem Leben seiner Mutter (Die Unberührbare, 2000) und im autobiographischen Roman Herkunft (2013) sowie dem Film Quellen des Lebens (2013) mit seinen Eltern auseinandergesetzt. Sein Sohn warf ihm im Rückblick vor, ein „als Linker verkleideter Nazi“ gewesen zu sein, der von seiner Zeit in der Hitlerjugend geschwärmt habe.
Klaus Roehler gab 1955 sein literarisches Debüt auf der Jahrestagung der Gruppe 47, veröffentlichte 1958 sein erstes Buch Die Würde der Nacht und galt seitdem als vielversprechender Autor. Es erschienen die Erzählbände Ein angeschwärzter Mann und andere Geschichten (1966), Ein Blick in die Zukunft jetzt gleich, im Oktober (1978) und Achtung Abgrund (1985). Ein umfangreicher Roman mit dem Titel Samok, an dem er im letzten Lebensjahrzehnt gearbeitet hatte, blieb unvollendet. Anhaltende Bedeutung gewann Klaus Roehler, der laut Klaus Siblewski „in mehr als 30 Jahren der stilsicherste Lektor der Nachkriegszeit geworden war“, durch seine Arbeit an den Texten anderer, die Förderung neuer Talente, den Aufbau eines modernen Literaturprogramms im Luchterhand Verlag, für den er zunächst in Berlin tätig war. Dort engagierte er sich auch während des Bundestagswahlkampfes 1965 im „Wahlkontor deutscher Schriftsteller“ für die SPD unter Willy Brandt. Zusammen mit Hans Magnus Enzensberger und Rainer Nitsche gab er die dreibändige Materialsammlung Klassenbuch. Ein Lesebuch zu den Klassenkämpfen in Deutschland heraus, einen „radikaldemokratischen Eintrag ins Lesebuch der damaligen Oberstufe“ (Lothar Müller). Von  1973 bis zu seinem Tod lebte Klaus Roehler in Darmstadt.
Als literarische Figur wurde er die Hauptperson im Roman Ohne Paul (2008) von Brigitte Burmeister.

## Werke
- Die Würde der Nacht: 7 Erzählungen. Piper, München 1958, DNB 454072368
- Ein angeschwärzter Mann und andere Geschichten. Suhrkamp, Frankfurt a. M. 1966, DNB 457954817
- Ein Blick in die Zukunft jetzt gleich, im Oktober. Luchterhand, Darmstadt und Neuwied 1978, DNB 780428218
- Achtung Abgrund: Erzählung. Transit, Berlin 1985, DNB 850916690
- Gisela Elsner, Klaus Roehler: Triboll, Lebenslauf eines erstaunlichen Mannes. Walter, Olten u. Freiburg 1956, DNB 451096746
- Gisela Elsner, Klaus Roehler: Wespen im Schnee: 99 Briefe und ein Tagebuch. Aufbau, Berlin 2001, DNB 963109499

## Herausgaben
- Klassenbuch 1-3. Ein Lesebuch zu den Klassenkämpfen in Deutschland 1765–1850. Luchterhand, Darmstadt und Neuwied 1972 (mit Hans Magnus Enzensberger und Rainer Nitsche), DNB 730061906
- Das Autobuch: Geschichten und Ansichten. Luchterhand, Darmstadt und Neuwied 1983, DNB 831199628
- Liebesgedichte: Eine Luchterhand-Anthologie. Darmstadt und Neuwied 1983, DNB 840061722
- Das Wahlkontor deutscher Schriftsteller in Berlin 1965: Versuch einer Parteinahme. Transit, Berlin 1990 (mit Rainer Nitsche), DNB 901228036